# Феофілакт (патріарх Константинопольський)
Феофілакт (917 —27 лютого 956) — патріарх Константинопольський у 933–956 роках.

## Життєпис
Походив з дрібного вірменського роду. Молодший син Романа Лакапіна, друнгарія флоту, та Феодори. Народився у 917 році. У 919 році Роман Лакапін став імператором, а у 920 році — старшим імператором. У дитинстві було кастровано за наказом батька. У 924 році Феофілакта постригли в клірики, а патріарх Миколай I Містик звів його в іподиякони. Після смерті останнього у 925 році батько став будувати плани зробити Феофілакта патріархом.
У 931 році від управління Константинопольською атріархією було відсторонено Трифона, який не бажав добровільно поступатися посадою, при цьому Феофілакта було призначено Константинопольським архієреєм. Імператору довелося почекати близько 1,5 року, щоб Феофілакт досяг канонічного віку. 6 лютого 933 року, в 16-річному віці Феофілакт став Константинопольським патріархом. Завдяки батькові здобув визнання та підтримку папи римського Івана XI.
Новий патріарх спочатку не виправдав надій свого батька. Згодом разом з Романом I патріарх Феофілакт розпочав ефективну церквону політику. В 938 році Феофілакт в рамках політики церквоного екуменізму спрямував від себе посланців до Євтихія II, патріарха Александрійського, Феодосія I, патріарха Антіохійського і Христодула I, патріарха Єрусалимського, з проханням згадувати його ім'я в їх молитвах і богослужінні. Звертався до Петра I, царя Болгарії, щодо переслідування богомильства. Водночас вніс до візантійської літургії елементи театрального дійства.
15 серпня 944 року біля Золотих воріт патріарх Феофілакт і весь синкліт на колінах зустріли повернення до Константинополя образа Христа з Едесси, поміщений згодом до собору Святої Софії. Його зумів відвоювати у арабів доместік схол Сходу Іоанн Куркуас. Наприкінці 940-х років відправив місіонерів до угорців, з метою навернути їх до християнства.
У 945 році патріарх Феофілакт разом з паракімоменом Феофаном організував заколот, спробувавши повернути владу батькові та братам Костянтину і Стефану, але змова була розкрита імператором Костянтином VII.
У 956 році Феофілакт загинув при падінні з коня. Новим патріархом Константинопольським було обрано Поліекта.